# Київське вище загальновійськове командне училище
Київське вище загальновійськове командне двічі Червонопрапорне училище імені М. В. Фрунзе, рос. Киевское высшее общевойсковое командное дважды Краснознамённое училище имени М. В. Фрунзе (КВОКУ) — один із найстаріших вищих військових навчальних закладів СРСР. Нині ліквідований. У різні роки готувало фахівців різних військових спеціальностей.
Навчальний центр училища розташовувався у с. Старе, Бориспільського району, Київської області.

## Історія
Вело свою історію від заснованих 1919 курсів червоних офіцерів при штабі Східного фронту.
Від 1921 — Київська об'єднана школа командирів Червоної армії,
1922 до його складу приєднано Казанську вищу військову школу (нині Татарстан) і Бєлгородську (обидві — РФ) та Українську вищі артилерійські школи, 1924 — Ленінградську піхотну школу (нині С.-Петербург).
1920—1924 носило ім'я С. Каменєва, від 1936 — 2-га артилерійська школа, від 1937 — 2-ге артилерійське училище, від 1943 — 2-ге училище самохідної артилерії, від 1947 — об'єднане училище самохідної артилерії, від 1958 — танкове училище, від 1961 — командно-технічне училище, від 1965 — вище загальновійськове командне училище.
1943—1992 — носило ім'я М. Фрунзе.
З 1968 року стало базовим навчальним закладом Радянських Збройних Сил з підготовки офіцерів розвідки.
Постановою Кабінету Міністрів України № 490 від 19.08.1992 училище ліквідоване. Три курси курсантів переведені до Одеського інституту Сухопутних військ.

## Випускники
Див. також: Випускники Київського вищого загальновійськового командного училища
- Апаршин Іван Михайлович
- Аскаров Володимир Хамітович
- Бессараб Сергій Борисович
- Бондарчук Сергій Васильович
- Володимир Васильович Квачков
- Воробйов Генадій Петрович
- Галва В'ячеслав Анатолійович
- Гончарук Микола Григорович
- Дерев'янко Артур Валентинович
- Домненко Анатолій Федорович
- Затинайко Олександр Іванович
- Кайданник Василь Михайлович
- Калашніков Олег Іванович
- Кукін Андрій Федорович
- Локота Олександр Дмитрович
- Магаляс Анатолій Юхимович
- Мальцев Леонід Семенович
- Мехед Петро Миколайович
- Назаров Віктор Миколайович
- Овчаров Олександр Євгенович
- Онищук Олег Петрович
- Петренко Анатолій Григорович
- Поляков Леонід Ігорович
- Радецький Віталій Григорович
- Різун Володимир Богданович (Віктор Суворов)
- Степанов Валерій Миколайович
- Стовба Олександр  Іванович
- Федоров Ігор Васильович
- Чеповий Володимир Віталійович
- Чернілевський Сергій Володимирович
- Шуляк Петро Іванович
- Терентьєв Юрій Павлович
- Левицький Олександр Миколайович
- Шаптала Сергій Олександрович

## Відзнаки
У 1943 і 1968 нагороджено орденами Червоного Прапора.
За час свого існування училище підготувало і випустило 7490 офіцерів, серед них закінчили училище з золотою медаллю — 123 випускники, з дипломом з відзнакою — 1236 осіб.